# 坎貝爾縣 (懷俄明州)
坎貝爾县（英語：Campbell County）是美國懷俄明州東北部的一個縣，北鄰蒙大拿州，面積12,436平方公里。根據2010年人口普查，本縣共有人口46,133人。本縣縣治為吉列。

## 歷史
本縣成立於1911年2月21日，係自克魯克縣與韋斯頓縣獨立。縣名紀念懷俄明準州州長約翰·A·坎貝爾（John Archibald Campbell）和探險家羅伯特·坎貝爾。

## 地理

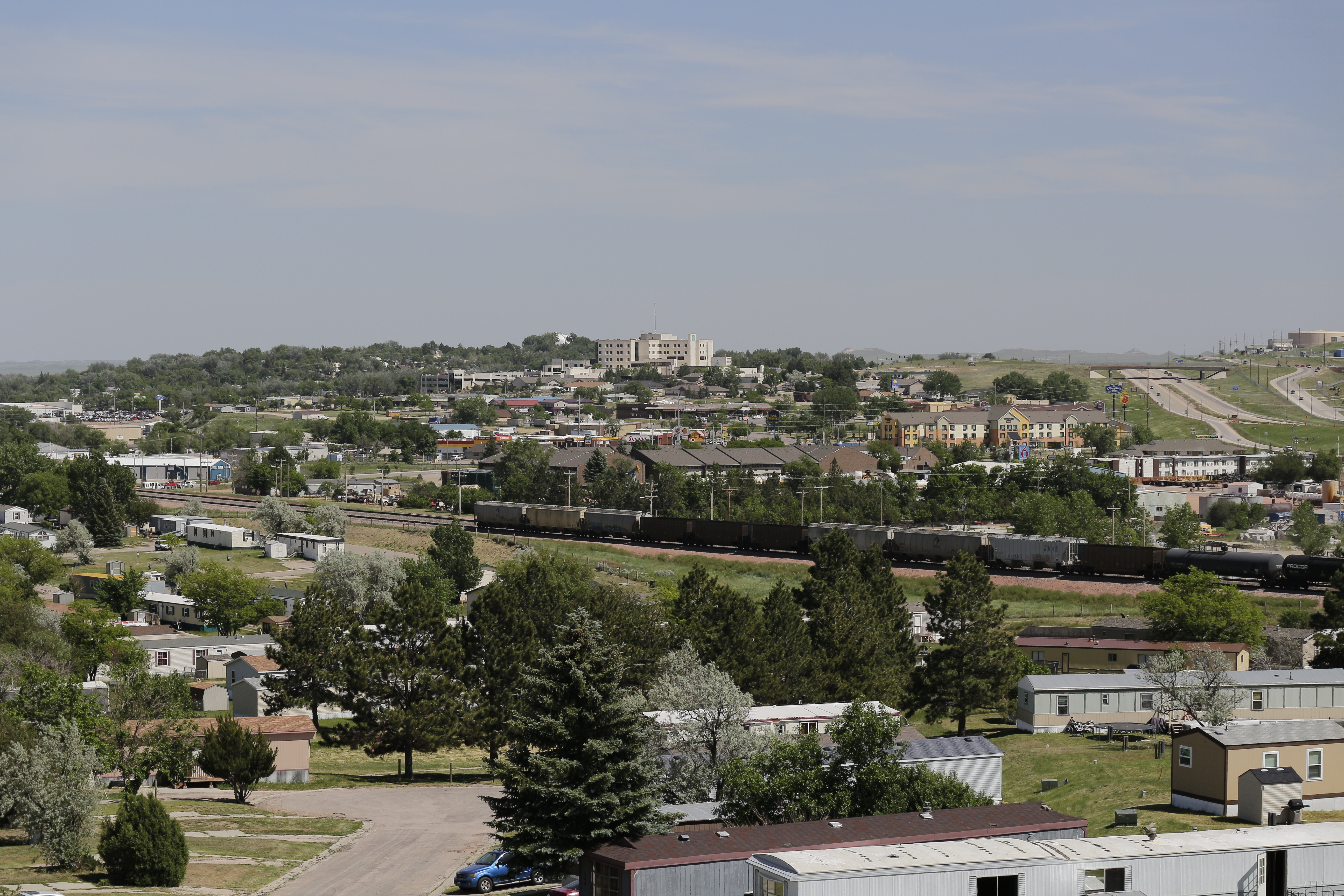
縣治吉列

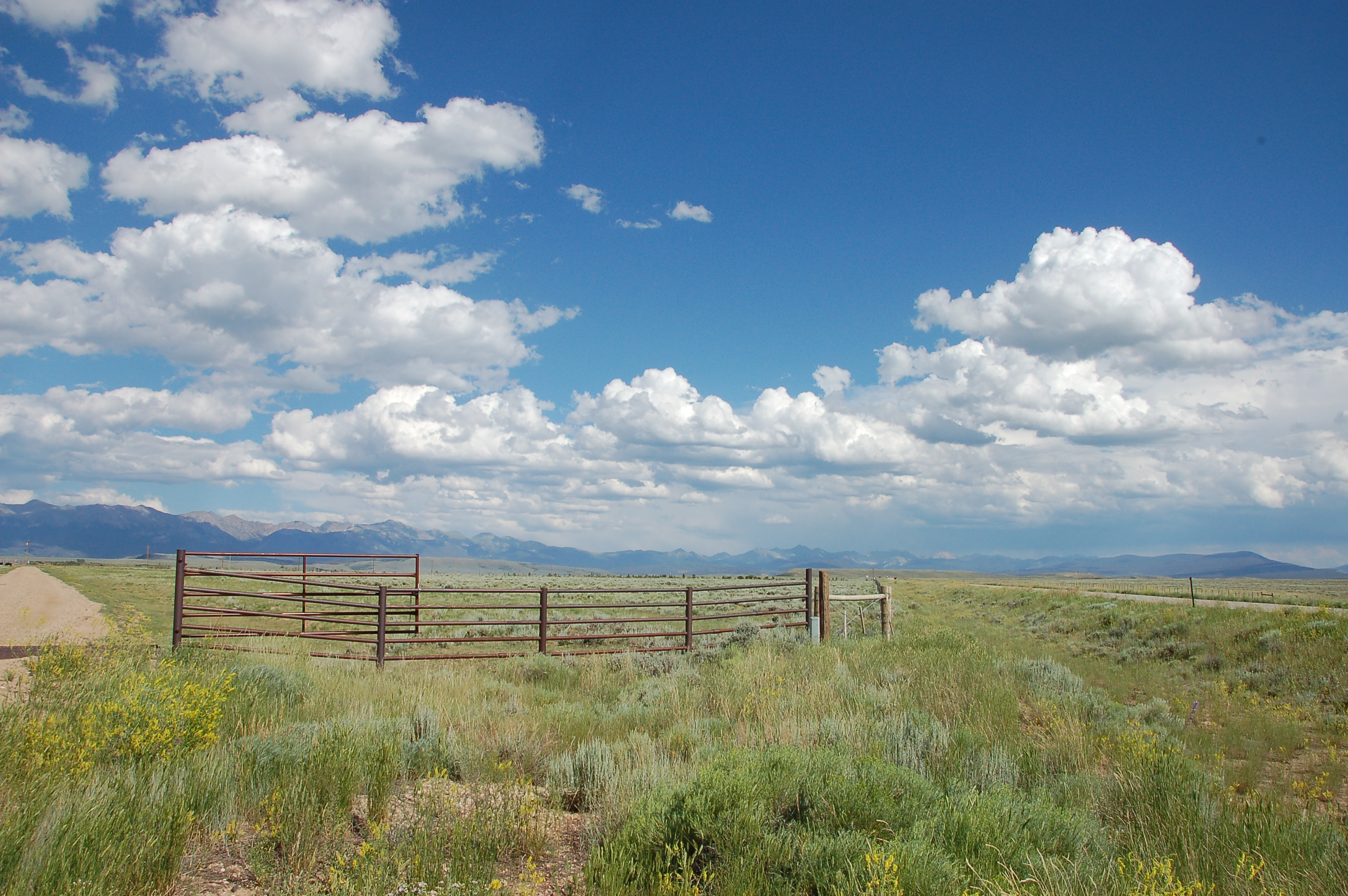
雷霆盆地國家草原

根據2000年人口普查，坎貝爾縣的總面積為4,802平方英里（12,440平方），其中有4,797平方英里（12,420平方），即99.9%為陸地；5平方英里（13平方），即0.1%為水域。本縣既是懷俄明州面積第七大的縣份，亦是美國面積第70大的縣份。

### 毗鄰縣
- 懷俄明州 謝里敦縣：西方
- 懷俄明州 約翰遜縣：西方
- 懷俄明州 康弗斯縣：南方
- 懷俄明州 韋斯頓縣：東方
- 懷俄明州 克魯克縣：東方
- 蒙大拿州 保德河縣：北方

### 國家保護區
- 雷霆盆地國家草原（部分）

## 人口
| 调查年            | 人口   | 备注 | %±     |
| ----------------- | ------ | ---- | ------ |
| 1920              | 5,233  |      | —      |
| 1930              | 6,720  |      | 28.4%  |
| 1940              | 6,048  |      | −10.0% |
| 1950              | 4,839  |      | −20.0% |
| 1960              | 5,861  |      | 21.1%  |
| 1970              | 12,957 |      | 121.1% |
| 1980              | 24,367 |      | 88.1%  |
| 1990              | 29,370 |      | 20.5%  |
| 2000              | 33,698 |      | 14.7%  |
| 2010              | 46,133 |      | 36.9%  |
| [ 5 ] [ 6 ] [ 7 ] |        |      |        |

根據2000年人口普查，坎貝爾縣擁有33,698居民、12,207住戶和9,008家庭。其人口密度為每平方英里7居民（每平方公里3居民）。本縣擁有13,288間房屋单位，其密度為每平方英里3間（每平方公里1間）。而人口是由96.06%白人、0.15%黑人、0.93%土著、0.32%亞洲人、0.09%太平洋岛民、1.12%其他種族和1.34%混血构成。而西班牙裔或拉丁美洲人佔了人口3.53%。在96.06%白人中，有 30.3%為德國人、11.4%為英國人、11.0%為愛爾蘭人、以及6.2%為挪威人。
在12,207住户中，有43.1%擁有一個或以上的兒童（18歲以下）、59.8%為夫妻、8.8%為單親家庭、26.2%為非家庭、20.2%為獨居、3.9%住戶有同居長者。平均每戶有2.73人，而平均每個家庭則有3.16人。在33,698居民中，有31%為18歲以下、9.5%為18至24歲、32.3%為25至44歲、21.9%為45至64歲以及5.3%為65歲以上。人口的年齡中位數為32歲，女子對男子的性別比為100：105.6。成年人的性別比則為100：104.1。
本县的住戶收入中位數為$76,576，而家庭收入中位數則為$53,927。男性的收入中位數為$41,814 ，而女性的收入中位數則為$21,914 ，人均收入為$20,063。約5.6%家庭和7.6%人口在貧窮線以下，包括7.7%兒童（18歲以下）及12.4%長者（65歲以上）。

## 外部連結
- Campbell County Website
- National Register of Historic Places listing for Campbell Co., Wyoming（页面存档备份，存于）
- Campbell County Newspaper Website